# Supreme Headquarters Allied Powers Europe

Embleem SHAPE

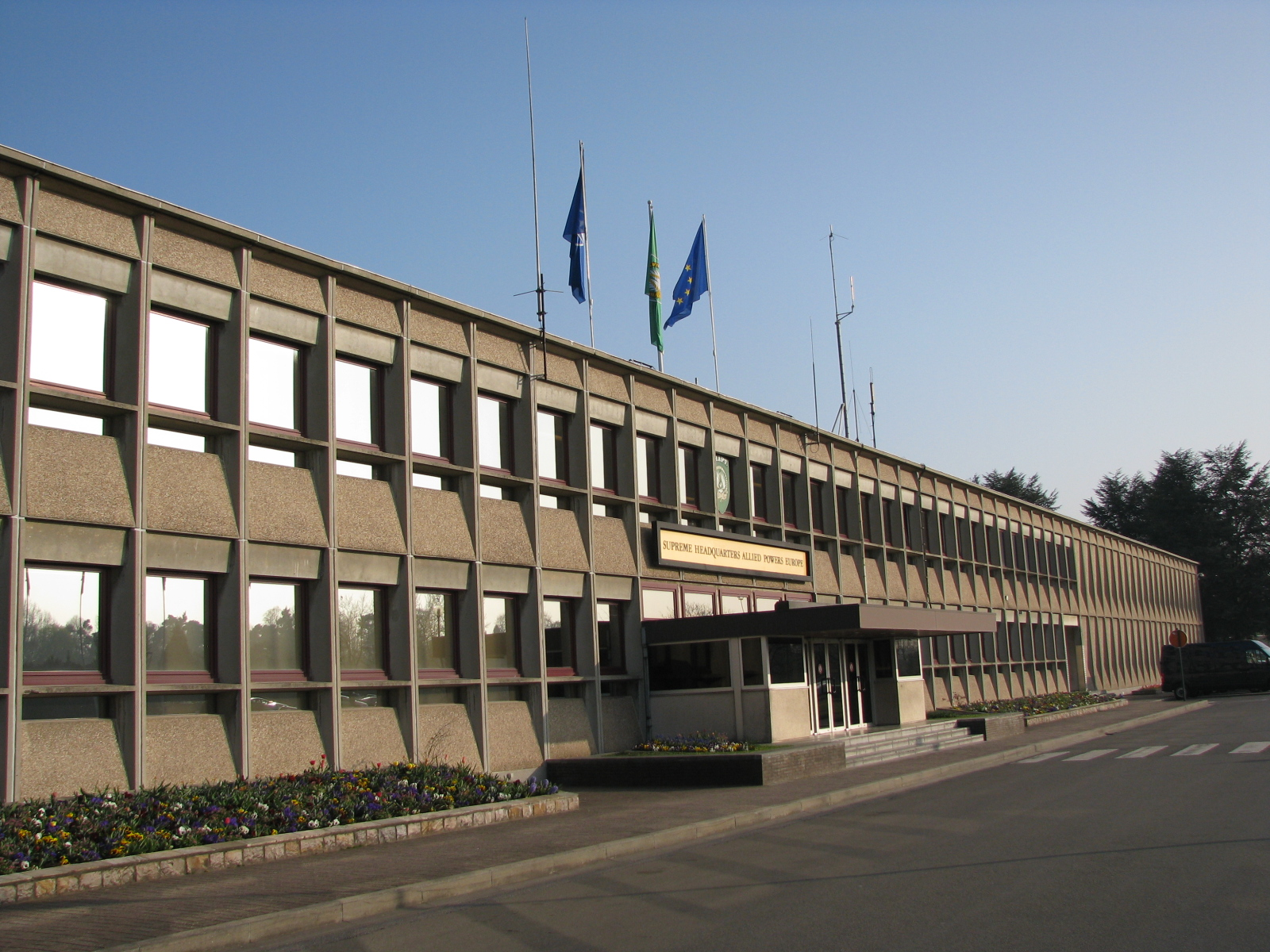
Hoofdgebouw SHAPE

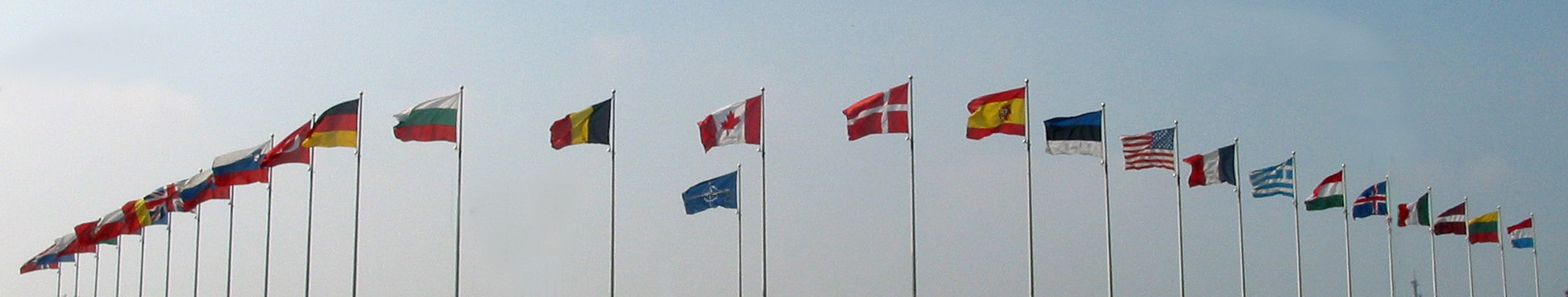
Vlaggen van de NAVO-landen voor het hoofdgebouw van SHAPE

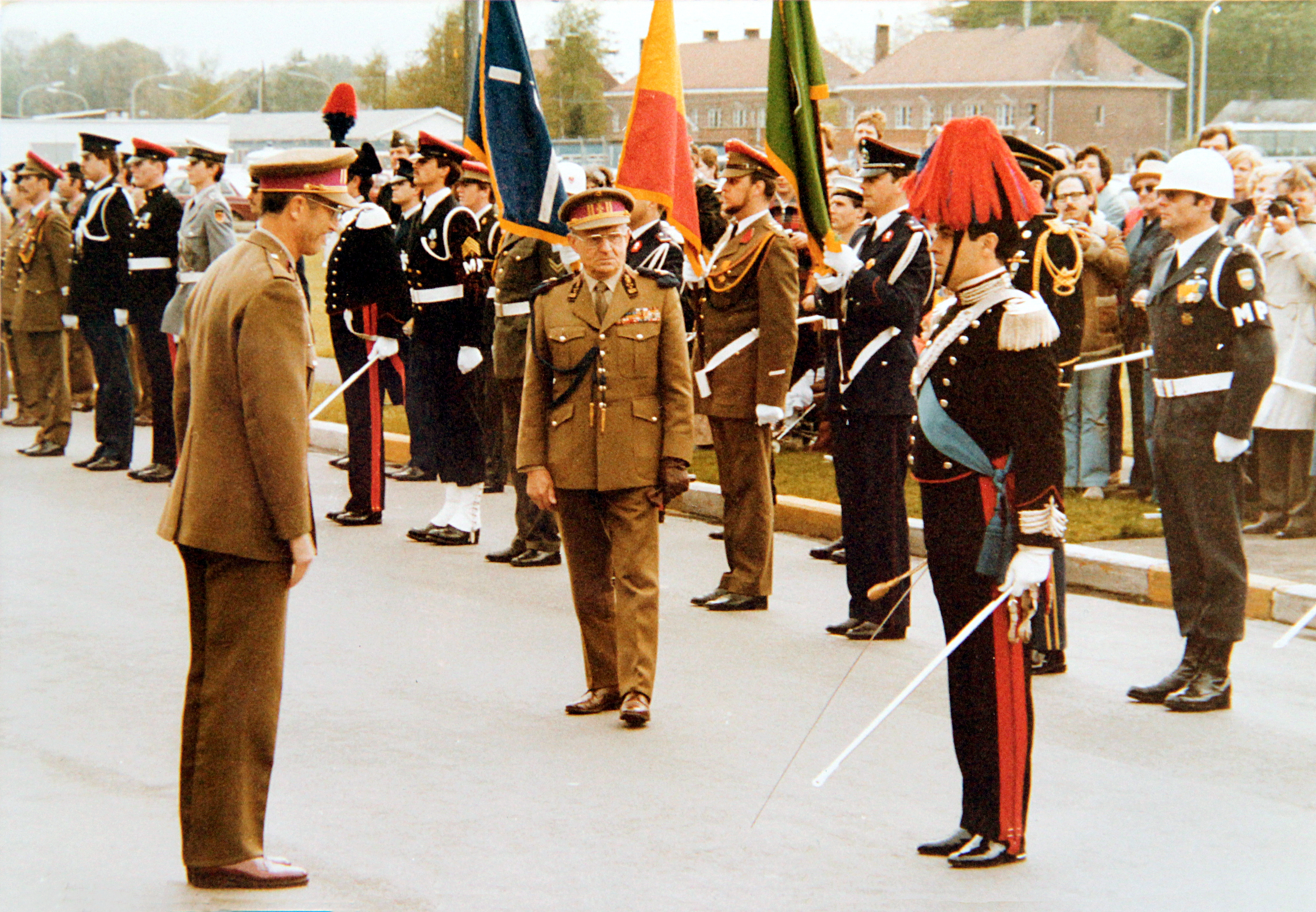
1981 - De Shape-erewacht wordt uitgereikt aan Koning Boudewijn van België tijdens zijn bezoek aan het Supreme Headquarters Allied Powers Europe in Maisières (België).

Het Supreme Headquarters Allied Powers Europe (SHAPE) is het centrale commandocentrum van de NAVO. Het is sinds 1967 gevestigd in het Belgische Casteau, ten noorden van de stad Bergen.
De bevelhebber van SHAPE is de Supreme Allied Commander Europe (SACEUR). Dit is altijd een Amerikaanse 4 sterrengeneraal. De huidige (2022) SACEUR is generaal Christopher G. Cavoli.

## Geschiedenis
Oorspronkelijk werd dit NAVO-commando sinds 1951 gevoerd vanuit Rocquencourt Frankrijk. Het hoofdkwartier was in de nabijheid van het politieke en administratieve centrum van Parijs. De beslissing van Frankrijk onder president De Gaulle in 1966 om zich uit de NAVO-bevelsstructuur terug te trekken, veroorzaakte echter het vertrek van SHAPE en alle NAVO-eenheden die destijds in Frankrijk gelegerd waren.
Nadat de keuze voor het NAVO-hoofdkwartier in december 1966 op Brussel was gevallen, zocht men voor SHAPE naar een geschikte nabijgelegen locatie. De Belgische regering stelde echter een oude kazerne voor in Casteau. Men wilde geen belangrijk militair doelwit vlak bij Brussel en de arme streek rond Bergen en de provincie Henegouwen kon de economische groei door de vestiging van SHAPE goed gebruiken. De nieuwe locatie voor SHAPE werd dus Casteau en de oude kazerne is in de loop der tijd volledig verbouwd tot een modern kamp met alle benodigde faciliteiten.
Het SHAPE Technical Centre (STC) werd in 1968 gevestigd op de Waalsdorpervlakte te Den Haag. Het STC heet inmiddels NATO Communications and Information Agency (NCIA). 
Oorspronkelijk was SHAPE het hoofdkwartier voor de operationele troepen in Europa Allied Command Europe,(ACE). Sinds 2003 is SHAPE het hoofdkwartier van Allied Command Operations (ACO) en stuurt het wereldwijd alle operaties aan. Het voormalige hoofdkwartier van Allied Command Atlantic (ACLANT) in het Amerikaanse Norfolk heet nu Allied Command Transformation (ACT) en is verantwoordelijk voor de training van alle NAVO-strijdkrachten. Ondanks dat het geografische operatiegebied in 2003 werd uitgebreid, behield SHAPE echter dezelfde naam.
Het politieke NAVO-hoofdkwartier is gevestigd in Haren, onderdeel van de gemeente Brussel van het Brussels Hoofdstedelijk Gewest op ongeveer 80 km afstand van SHAPE.

## Commandostructuur
1. NAVO politiek hoofdkwartier (Secretaris Generaal) tevens NAVO militair Hoofdkwartier (Internationale Militaire Staf) beide te Brussel
2. SHAPE Casteau; het centrale NAVO-commandocentrum met 2 strategische commando's:

## ACO
2A. Allied Command Operations (ACO). Dit is verantwoordelijk voor de planning en uitvoering van alle NAVO-operaties op strategisch niveau. ACO bestaat uit de volgende ondergeschikte hoofdkwartieren:
2A.1. Allied Joint Force Command Brunssum (JFC Brunssum), Nederland. Een hoofdkwartier op operationeel niveau verantwoordelijk voor de veiligheid en verdediging van Noord-Europa.
2A.2. Allied Joint Force Command Naples (JFC Naples), in Napels, Italië. Een hoofdkwartier op operationeel niveau verantwoordelijk voor de veiligheid en verdediging van Zuid-Europa. Het beschikt over:
- Military Liaison Office Belgrado
- NAVO Hoofdkwartier Sarajevo and Skopje

2A.3. Allied Joint Force Command Norfolk (JFC Norfolk), USA. Een hoofdkwartier op operationeel niveau verantwoordelijk voor alle vormen van training.
2A.4. Allied Air Command (HQ AIRCOM Ramstein), Duitsland. Een hoofdkwartier op tactisch niveau verantwoordelijk voor planning en uitvoering van alle NAVO-luchtoperaties en voor de inzet van met raketten uitgeruste luchtverdediging. Het beschikt over:
- Combined Air Operations Centre South Torrejon, Spanje en North Uedem, Duitsland
- Deployable Air Command & Control Centre Poggio Renatico, Italië

2A.5 Allied Land Command (HQ LANDCOM Izmir), Turkije. Een hoofdkwartier op tactisch niveau verantwoordelijk voor het leveren van een inzetbare landmacht Command & Control capaciteit ter ondersteuning van een grootschalig of kleinschalig ingezet landmacht Joint Force Commando.
2A.6. Allied Maritime Command (HQ MARCOM Northwood), Verenigd Koninkrijk. Een hoofdkwartier op tactisch niveau verantwoordelijk voor het leveren van maritieme Command & Control capaciteit t.b.v. alle maritieme NAVO-operaties en voor de planning, ondersteuning en uitvoering van Joint Maritime Tasking. Het beschikt over:
- Standing NATO Maritime Groups 1 and 2
- Standing NATO Mine Countermeasures Groups 1 and 2
- NATO Maritime Air Command
- NATO Maritime Submarine Command
- NATO Shipping Centre

2A.7. Headquarters Allied Command Europe Rapid Reaction Corps (ARRC Innsworth), Verenigd Koninkrijk. Dit is een direct door de SACEUR aangestuurd hoofdkwartier, verantwoordelijk voor de inzet van zeer snel inzetbare NAVO-eenheden. Het beschikt over:
- Eurocorps Strasbourg, Frankrijk
- Rapid Deployable Corps Milaan, Italië
- Rapid Deployable Corps Istanboel, Turkije
- Rapid Deployable Corps Valencia, Spanje
- Rapid Deployable Ge-Nl Corps Münster, Duitsland
- Rapid Deployable Corps Lille, Frankrijk
- Rapid Deployable Corps Thessaloniki, Griekenland

2A.8. NATO Airborne Early Warning & Control Force Geilenkirchen, Duitsland is een direct door de SACEUR aangestuurde multinationale snel inzetbare luchtmobiele Command, Control & Communications (C3)-eenheid.
2A.9. Naval Striking and Support Forces Lissabon, Portugal. Bestaat uit direct door de SACEUR aangestuurde multinationale maritieme eenheden die samen een ingezette uitgebreide maritieme taskforce vormen.
2A.10. Joint Support an Enabling Command (JSEC Ulm), Duitsland is een ondersteunend commando verantwoordelijk voor het vervoer en transport van alle NAVO-troepen en uitrusting binnen Europa.
2A.11. NATO Communication & Information Systems Group Bergen, België is een ondersteunende groep verantwoordelijk voor het leveren van alle statische en uitzendbare NAVO-CIS-faciliteiten.

## ACT
2B. Allied Command Transformation (ACT) is het tweede SHAPE-commando op strategisch niveau. Het ontwikkelt nieuwe strategieën, doctrines, trainingsmethoden, eenheden en capaciteiten. De huidige (2019) ACT-bevelhebber is de Franse Général André Lanata.
ACT bestaat uit de volgende onderdelen:
- NATO Training Group (NTG Norfolk), VS
- Joint Warfare Centre (JFC Stavanger), Noorwegen[14] is de multinationale interservice operationele NAVO-trainingsfaciliteit
- NATO Maritime Interdiction Operational Training Centre (NMIOTC Souda, Griekenland is een operationele maritieme trainingsfaciliteit t.b.v. eenheden bestemd voor oppervlakte-, onderwater-, lucht- en specops-activiteiten.[15]
- Joint Analysis and Lessons Learned Centre (JALLC Lissabon), Portugal is het centrum voor de analyse van diverse operaties, trainingen, oefeningen en experimenten.[16]
- Joint Force Training Centre (JFTC Bydgoszcz), Polen is een eenheid t.b.v. het uitvoeren van tactische operaties in gezamenlijk verband.[17]
- NATO School Oberammergau, Duitsland is een trainingsfaciliteit met cursussen op operationeel niveau.[18]